# Choriolaus suturalis
Choriolaus suturalis là một loài bọ cánh cứng trong họ Cerambycidae.